# Simon III. von Montfort

Familienwappen Simons III. von Montfort

Simon III. von Montfort, genannt der Kahle, (franz.: Simon le Chauve de Montfort; † 13. März 1181) war ein Herr von Montfort, Rochefort und Épernon, sowie Graf von Évreux aus dem Haus Montfort-l’Amaury. Er war der zweite Sohn des Amalrich III. von Montfort († 1137) und der Agnes de Garlande, der Erbtochter des königlichen Seneschalls Anseau de Garlande.
Beim Tod seines älteren Bruders, Amalrich IV., 1140 erbte Simon neben den Stammburgen seiner Familie, Montfort und Épernon, auch die normannische Grafschaft Évreux. Von der Mutter erbte er 1143 zusätzlich die Burg Rochefort, womit er insgesamt der mächtigste Herr der Landschaft Yvelines war. Für seinen dortigen Besitz war er ein direkter Vasall der französischen Krone, während er als Graf von Évreux ein Vasall des Herzogs der Normandie war.
Während des Konflikts zwischen Herzog Heinrich Plantagenet (Heinrich II. von England) und König Ludwig VII. stellte sich Simon 1159 auf die Seite des Herzogs gegen den König. Mit seinen starken Burgen schnitt er dabei die Verbindungswege des Königs von Paris nach Orléans und Étampes ab. Mit seiner Parteinahme für Plantagenet begründete Simon die Hinwendung der Familie Montfort zur anglo-normannischen Nobilität, alle seine Kinder heirateten in englische Adelsfamilien ein. Im Jahr 1173 schloss er sich dem jungen Heinrich bei dessen Rebellion gegen den Vater an und unterstützte 1174 König Ludwig VII. bei der Belagerung von Verneuil. Nach seinem Tod wurde er in der Abtei von Hautes-Bruyères bestattet, der traditionellen Grabstätte seines Hauses.
Simon der Kahle war verheiratet mit einer Adligen namens Mathilde, deren familiäre Herkunft unklar ist. Mit ihr hatte er drei Kinder:
- Amalrich V. († 1182), Graf von Évreux; heiratete eine Erbin von Gloucester
- Simon (IV.)[3] († 1188), Herr von Montfort, Épernon und Rochefort; heiratete eine Erbin von Leicester
- Bertrada († 1227), ⚭ Hugh de Kevelioc, 3. Earl of Chester (1147–1181)

## Belege und Anmerkungen
1. ↑  Ex Obituario ecclesiæ Ebroicensis (Nekrolog der Kirche von Évreux), hrsg. von Wailly, Delisle und Jourdain in: Recueil des Historiens des Gaules et de la France 23 (1894), S. 461
2. ↑  Gesta Regis Henrici Secundis et Gesta Regis Ricardi Benedicti abbatis, hrsg. von William Stubbs in: Rolls Series 49 (1867), Vol. 1, S. 47 und 194
3. ↑  Simon (IV.) wurde in der älteren Geschichtsforschung fälschlicherweise als identisch mit Simon III. identifiziert, weshalb die Ordnungszahl „IV.“ fälschlicherweise für den Enkel Simons III., Simon de Montfort, 5. Earl of Leicester, verwendet wurde.

| Vorgänger                      | Amt                                                                        | Nachfolger  |
| ------------------------------ | -------------------------------------------------------------------------- | ----------- |
| Amalrich IV.                   | Graf von Évreux 1140–1181                                                  | Amalrich V. |
| Amalrich IV.                   | Herr von Montfort und Épernon 1140–1181                                    | Simon IV.   |
| Amalrich III. (de iure uxoris) | Graf von Rochefort Herr von Bréthencourt und La Ferté-Alais 1137/1143–1181 | Simon IV.   |

| Personendaten    | Personendaten                                             |
| ---------------- | --------------------------------------------------------- |
| NAME             | Simon III. von Montfort                                   |
| ALTERNATIVNAMEN  | Simon III de Montfort                                     |
| KURZBESCHREIBUNG | Herr von Montfort, Épernon und Rochefort, Graf von Évreux |
| GEBURTSDATUM     | 12. Jahrhundert                                           |
| STERBEDATUM      | 13. März 1181                                             |